# Anna Aleksandrovna Bagrationi
Anna Aleksandrovna Bagrationi (in georgiano ანა ალექსანდრეს ასული ბაგრატიონ - გრუზინსკი?) (17 agosto 1763 – San Pietroburgo, 11 ottobre 1842) è stata una principessa georgiana.

## Biografia
Era la figlia del principe Alessandro di Georgia (1726-1791) e di sua moglie, la principessa Dar'ja Aleksandrovna Menšikova (1747-1817), nipote di Aleksandr Danilovič Menšikov.

## Matrimoni

### Primo matrimonio
Nel luglio 1785 sposò il colonnello Aleksandr Aleksandrovič de Licyn (1768-1789), figlio illegittimo del vice-cancelliere Aleksandr Michajlovič Golicyn. Dall'inizio della guerra russo-turca, Anna accompagnava il marito nelle campagne militari. Tuttavia il matrimonio fu di breve durata perché nel marzo 1789 de Licyn morì per le ferite riportate nell'assedio di Očakov.

### Secondo matrimonio
Nel 1790 sposò il principe Boris Andreevič Golicyn (1766-1822), un cugino del primo marito. Ebbero otto figli:
- Elizaveta Borisovna (1790-1870), che sposò il principe Boris Alekseevič Kurakin, ed ebbero tre figli;
- Andrej Borisovič (1791-1861);
- Aleksandr Borisovič (1792-1865) che sposò Anna Vasil'evna Lanskaja, ed ebbero una figlia;
- Nikolaj Borisovič (1794-1866);
- Sof'ja Borisovna (1795-1871), che sposò Konstantin Markovič Poltorackij, ed ebbero un figlio.
- Tat'jana Borisovna (1797—1869), che sposò Aleksandr Michajlovič Potëmkin;
- Aleksandra Borisovna (1798—1876), che sposò Sergej Ivanovič Meščerskij;
- Irina Borisovna (1800-1802).

Nel 1796, suo marito venne nominato maresciallo di corte dello zarevic Konstantin Pavlovič e la sua famiglia si trasferì da Mosca a San Pietroburgo. Nella capitale, Anna era nell'entourage dell'imperatrice.
Anna era una donna intelligente, rispettata da tutti e una delle bellezze del suo tempo. Amava le feste e i balli. Era amica della principessa Varvara Il'inična Turkestanova.